# Briesenitzberg
Der Briesenitzberg ist eine 53,7 m ü. NHN hohe Erhebung  auf der Gemarkung der Gemeinde Heidesee im Landkreis Dahme-Spreewald in Brandenburg. Die Erhebung befindet sich im südöstlichen Teil des Gemeindegebietes und dort rund 1,2 km südwestlich des Ortsteils Kolberg. Nordöstlich liegt der Kutzingsee der Stadt Storkow (Mark), rund 1,2 km südlich der Heideseer Gemeindeteil Klein-Eichholz.